# Charles Armstrong (Ruderer)
Charles Ewing Armstrong (* 23. Oktober 1881 in Philadelphia; † 12. März 1952 in West Point, Pennsylvania) war ein amerikanischer Ruderer. Charles Armstrong ruderte für den Vesper Boat Club. 
Bereits bei den Olympischen Spielen 1900 in Paris hatte der Achter des Vesper Boat Club gewonnen. Vier Jahre später bei den Olympischen Spielen 1904 in St. Louis saßen der Steuermann Louis Abell und der Schlagmann John Exley erneut im Achter, die anderen sieben Ruderer, darunter Charles Armstrong, waren neu hinzugekommen. In St. Louis traf der Achter des Vesper Boat Club auf den Achter des Argonaut Rowing Club aus Toronto, das einzige 1904 teilnehmende Boot, das nicht aus den Vereinigten Staaten kam. Die Mannschaft aus Philadelphia siegte mit drei Bootslängen Vorsprung.